# Philipp Rauschert
Georg Philipp Rauschert (* 26. Mai 1801 in Alzey; † unbekannt) war ein hessischer Ökonom und Abgeordneter der 2. Kammer der Landstände des Großherzogtums Hessen.
Philipp Rauschert war der Sohn des Handelsmanns Philipp Rauschert († 1829) und dessen Ehefrau Christina geborene Steinkopf. Er heiratete Elisabetha (Lisette) geborene Horix. Sein Schwager, Philipp Wilhelm Preetorius  (1791–1863) war Lederfabrikant und ebenfalls Abgeordneter. Rauschert lebte als Ökonom auf dem Münchbischheimer Hof.
1834 gehörte er der Zweiten Kammer der Landstände an. Er wurde für den Wahlbezirk Rheinhessen 6/Stadt Worms gewählt. Er vertrat liberale Positionen.